# Ајхенбил
Ајхенбил (њем. Eichenbühl) општина је у њемачкој савезној држави Баварска. Једно је од 32 општинска средишта округа Милтенберг. Према процјени из 2010. у општини је живјело 2.629 становника. Посједује регионалну шифру (AGS) 9676119.

## Географски и демографски подаци
Ајхенбил се налази у савезној држави Баварска у округу Милтенберг. Општина се налази на надморској висини од 158 метара. Површина општине износи 31,2 km². У самом мјесту је, према процјени из 2010. године, живјело 2.629 становника. Просјечна густина становништва износи 84 становника/km².